# Evermannichthys spongicola
 Evermannichthys spongicola es una especie de peces de la familia de los Gobiidae en el orden de los Perciformes.

## Morfología
Los machos pueden llegar a alcanzar los 3 cm de longitud total.

## Hábitat
Es un pez de Mar, de clima subtropical y demersal que vive hasta los 27 m de profundidad.

## Distribución geográfica
Se encuentra en el Atlántico occidental central: desde Carolina del Norte y el noreste del Golfo de México hasta  Campeche (México ).

## Observaciones
Es inofensivo para los humanos. 